# Xunmenglong
Xunmenglong — рід динозаврів з родини компсогнатових, що існував близько 130,7 млн років тому (готерівський вік, рання крейда). Неповний скелет знайдено на території КНР. Описано один вид — Xunmenglong yinlianglis.
Матеріал голотипу складається з таза, основи хвоста та задніх кінцівок, які раніше були частиною химери, що складалася з трьох різних тварин. Мав відносно довгі гомілки й пальці ніг порівняно з іншими тероподами. Тварина характеризується як найменший з відомих компсогнатів, будучи розміром з голотипний зразок підрослого Scipionyx, або приблизно 0,5 метра в довжину. Це найдавніший представник компсогнатів в Азії.